# سن-اوگوستن-دو-دمور، کبک
سن-اوگوستن-دو-دمور (به فرانسوی: Saint-Augustin-de-Desmaures) شهرکی در ناحیه کاپیتل-ناسیونال در استان کبک کانادا است. در سرشماری سال ۲۰۱۱ این شهرک ۱۷٬۱۹۱ نفر جمعیت داشته‌است و مساحت آن ۸۴٫۹۴ کیلومتر مربع است.